# Haldwani-cum-Kathgodam
Haldwani-cum-Kathgodam es una ciudad y  municipio situado en el distrito de Nainital,  en el estado de Uttarakhand (India). Su población es de 201461 habitantes (2011). El área metropolitana cuenta con 232095 habitantes (2011). Se encuentra a orillas del río Gaula.

## Demografía
Según el censo de 2011 la población de Haldwani-cum-Kathgodam era de 201461 habitantes, de los cuales 105580 eran hombres y 95881 eran mujeres. Haldwani-cum-Kathgodam tiene una tasa media de alfabetización del 80,77%, superior a la media estatal del 78,82%: la alfabetización masculina es del 83,89%, y la alfabetización femenina del 77,32%.